# Эйнауди, Джулио (архиепископ)
Джулио Эйнауди (итал. Giulio Einaudi; 11 февраля 1928, Сан-Дамьяно-Макра, королевство Италия — 28 декабря 2017, Кунео, Италия) — итальянский прелат и ватиканский дипломат. Титулярный архиепископ Вилламагны Триполитанской с 10 ноября 1976. Апостольский про-нунций в Пакистане с 10 ноября 1976 по 5 августа 1980. Апостольский про-нунций на Кубе с 5 августа 1980 по 23 сентября 1988. Апостольский нунций в Чили с 23 сентября 1988 по 29 февраля 1992. Апостольский нунций в Хорватии с 29 февраля 1992 по 4 августа 2003.